# Арлетт
«Арлетт» — комедійний фільм 1997 року.

## Сюжет
Життя у Френка Мартіна, актора із Лас–Вегаса, склалось не найкращим чином. Великий картярський борг змусив його піти на авантюрну пригоду: він повинен поїхати до Франції, та одружитися з єдиною спадкоємицею дуже багатого власника казино, яка навіть не підозрює про існування свого супер багатого батечка. Арлетт працює офіціанткою у придорожньому кафе для далекобійників, і тут з’являється він – багатий, вродливий, вишуканий, він – принц на білому коні, він – мрія кожної жінки, ну як у такого не закохатися.